# Myrmecaelurus sectorius
Myrmecaelurus sectorius är en insektsart som beskrevs av Navás 1912. Myrmecaelurus sectorius ingår i släktet Myrmecaelurus och familjen myrlejonsländor. Inga underarter finns listade i Catalogue of Life.